# 蒙特罗斯 (科罗拉多州)
蒙特罗斯（英語：Montrose），是美国科罗拉多州蒙特罗斯县下属的一座城市。建市于1882年5月1日，面积大约为17.798平方英里（46.096平方公里）。根据2010年美国人口普查，该市有人口19,132人。2011年估计该市有人口19,011人，相比2010年人口增长率为-0.63%。同时，论人口该市是科罗拉多州第29大城市。